# Erannis weileri
Erannis weileri là một loài bướm đêm trong họ Geometridae.